# Mare de Déu d'Algons
La Mare de Déu d'Algons és una capella al costat del Mas d'Algons, en el municipi de Montferrer i Castellbò (Alt Urgell), inclosa en l'Inventari del Patrimoni Arquitectònic de Catalunya.

## Descripció
És una petita església d'una sola nau, situada sobre un penyal i capçada a ponent amb capçalera plana i coberta amb volta de canó que sosté un llosat de doble vessant. Una porta en arc de mig punt s'obre a la façana principal, situada a llevant, la qual és coronada per un ull de bou circular i rematada per un campanar d'espadanya d'un sol ull. Es troba arrebossada a l'interior, mentre que l'exterior el parament és a pedra vista, de reble. La façana de llevant està precedida per un petit clos adossat a l'església.

## Història
Hi ha una inscripció a la capella que diu "Pere Comella manà fer la Capella. 1800".